# QF1磅砰砰炮

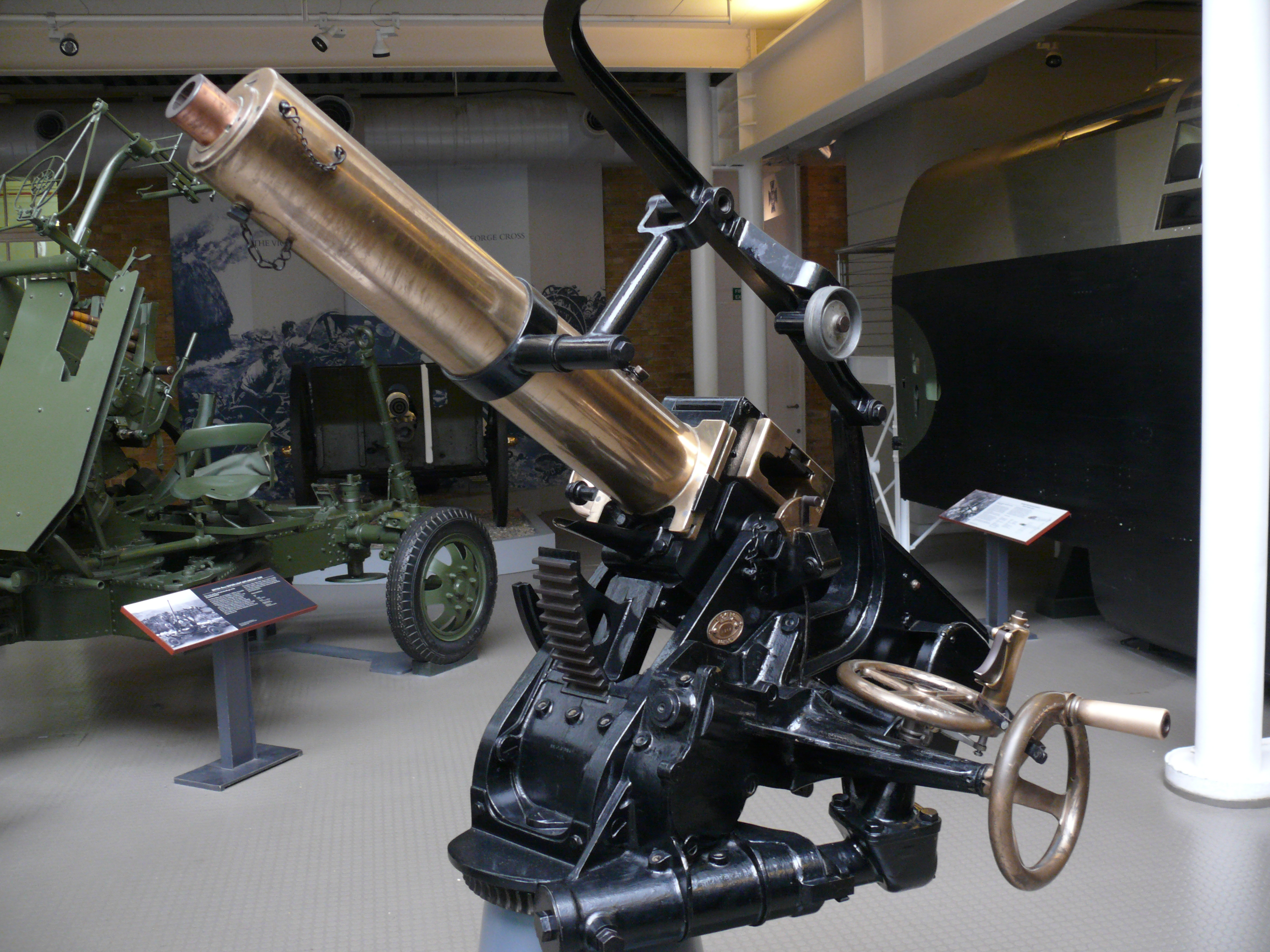
QF1磅砰砰炮

QF1磅炮是一款由英國研發生產的37毫米機炮。因其發射時會發出砰砰的聲音，QF1磅炮得到了「砰砰炮」的諢名。QF1磅砰砰炮是世界上第一款機炮，曾被多個國家當作步兵支援武器和輕型防空炮使用。